# سارب آك-كايا
سارب آك-كايا أو سارب آكّايا (بالتركية: Sarp Akkaya)‏ (ولد 13 مايو عام 1980) في مدينة اسطنبول وهو ممثل مشهور أدى دور توفيق زعيم في ممثل إيزيل وأيضا مثل في مسلسل وادي الذئاب المشهور.
كان ظهوره في مسلسل إيزيل سبب شهرته فعرفه الناس وتكون له جمهور وعند ظهوره في مسلسل وادي الذئاب زاد ذلك من شهرته ، مثل في الموسم الثالث من مسلسل العهد بدور دراغان .
انضم مؤخراً إلى مسلسل الحفرة بدور شاهرام صديق العم جومالي .

## روابط خارجية
- سارب آك-كايا على موقع IMDb (الإنجليزية)
- سارب آك-كايا على موقع ألو سيني (الفرنسية)
- سارب آك-كايا على موقع قاعدة بيانات الفيلم (الإنجليزية)
- سارب آك-كايا على موقع كينوبويسك (الروسية)